# Jorge Martínez
Jorge Andrés Martínez Barrios, mais conhecido como Jorge Martínez (Montevidéu, 5 de abril de 1983), é um futebolista uruguaio que atua como meia. Atualmente defende o Juventud de las Piedras, do Uruguai.

## Carreira
Martínez começou sua carreira na equipe do Wanderers, passando vários anos nas equipes de juniores, indo para a equipe principal em 2000. Fazendo boas campanhas com o clube, se destacou e depois de seis temporadas foi transferido para o Nacional.
Se adaptou rapidamente a equipe, e sua performance impressionante durante a temporada levou a transferência para o Catania, da Itália. Na equipe do Catania fez boas temporadas salvando o clube do rebaixamento, fazendo boas duplas de ataque, e conseguindo por algumas vezes derrotar os gigantes da Série A..
Em julho de 2010, acertou sua transferência para a Juventus, por 12 milhões de euros. No entanto não se firmou, sendo emprestado seguidamente: Cesena, da Itália, CFR Cluj, da Romênia, Novara, novamente na Itália, e, atualmente, Juventud de las Piedras, do Uruguai.